# Göteborgs stadsfullmäktige

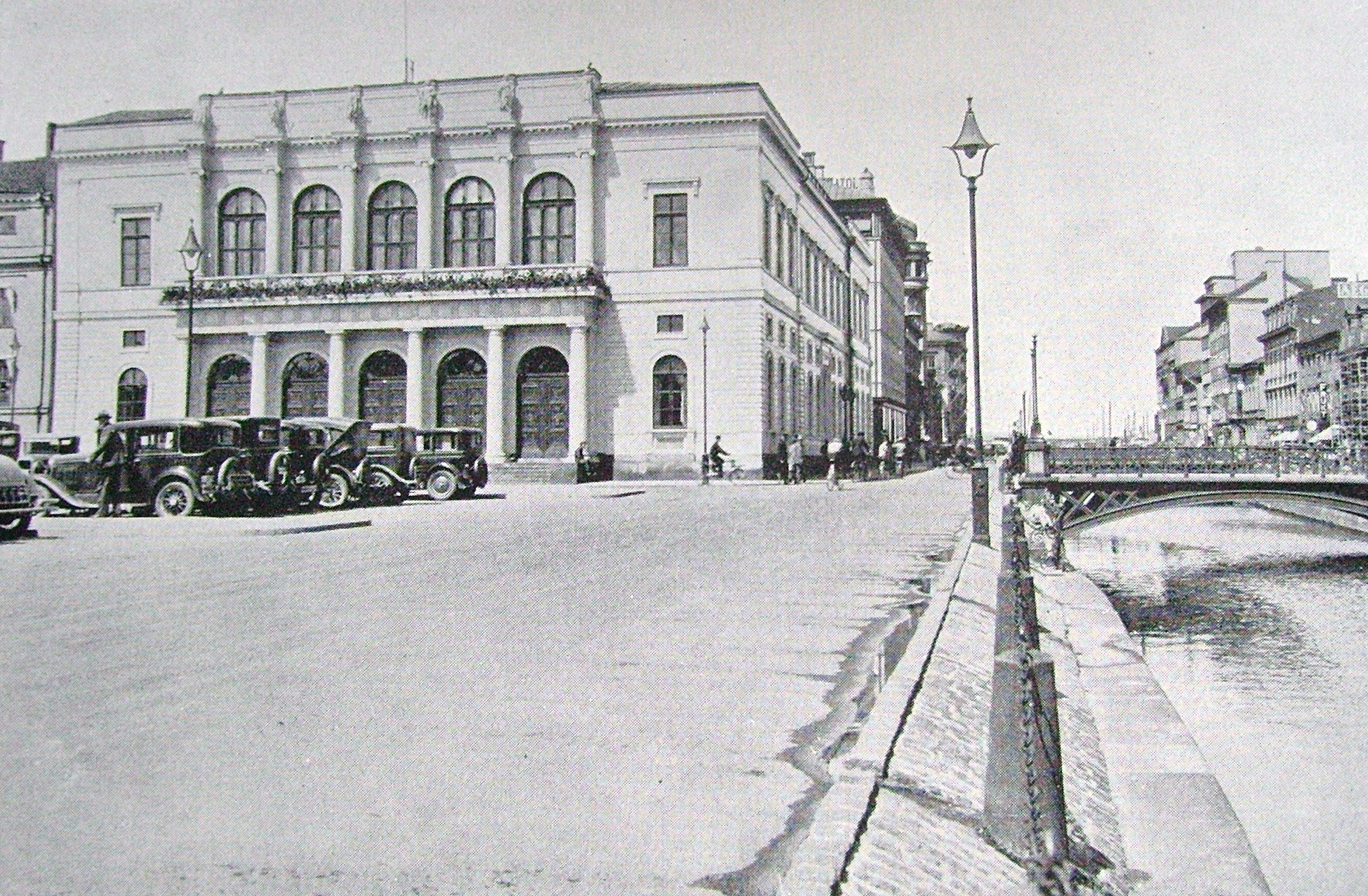
Börsen vid Gustaf Adolfs torg tidigt 1930-tal, byggnaden som inhyste Stadsfullmäktiges sammanträden. Foto: Mårten Sjöbeck.

Göteborgs stadsfullmäktige var 1863–1970 benämningen på kommunfullmäktige i Göteborg, ett kommunalt, politiskt organ tillsatt av kommunens invånare. Stadsfullmäktige i Göteborg sammanträdde i Börsen på Gustaf Adolfs torg. Det första stadsfullmäktigevalet enligt 1862 års förordning ägde rum den 16 december 1862 och stadsfullmäktiges första sammanträde skedde den 5 januari 1863. Under de femtio första åren rekryterades ledamöter nästan uteslutande från de mer besuttna klasserna och valen till fullmäktige var i stort sett "opolitiska" fram till tiden för de politiska partibildningarna år 1892. År 1893 indelades staden i tre valkretsar för stadsfullmäktigeval. 1908 var stadsfullmäktigevalens politiska organisation helt genomförd. Proportionellt valsätt tillämpades första gången 1910 och vid den här tiden togs vallistorna uteslutande fram av de politiska partiorganisationerna. Samma år valdes de första kvinnliga ledamöterna in i fullmäktige.

## Magistraten, drätselkammaren och stadsfullmäktige

### Magistraten
Genom Göteborgs stadsprivilegier av den 4 juni 1621, fick staden en styrelseform som innebar att den hamnade direkt under regeringen utan inblandning av ståthållaren. En burggreve skulle finnas som representant för konungen, tre borgmästare samt ett General-Stads-Råd med 25 medlemmar. Denna modell kom aldrig att tillämpas på grund av stadens ringa utveckling, utan konungen utsåg år 1624 istället 12 rådmän, fyra svenskar, tre tyskar, tre nederländare och två skottar under ledning av en kommissare. Axel Oxenstiernas instruktion av år 1639 sade att stadsstyrelsen skulle utgöras av en burggreve, tre presidenter och 12 rådmän. 
Magistraten förlorade sin beslutanderätt i kommunala angelägenheter genom 1862 års förordning om kommunalt styrelse i stad. Man fick dock behålla ställningen som stadens styrelse, med överinseende över hela förvaltningen samt ta initiativ i kommunala angelägenheter, upprätta underlag till stadens årliga utgifter och inkomster, med mera.
År 1810 träffades en överenskommelse om hur makten i Göteborg skulle fördelas vid besluten om stadens angelägenheter. Under 1700-talet hade det politiska livet i staden kännetecknats av maktstrid mellan magistraten och borgerskapets äldste. Medan magistratens makt minskade kom ännu mera makt i borgerskapets, eller drätselkammarens händer.
I samband med rådhusrättens förstatligande 1965 upphörde magistratsinstitutionen helt.

### Drätselkammaren
År 1818 vände sig Borgerskapets äldste till magistraten i Göteborg med en skrivelse, där de "framhöllo nyttan och behovet av" en liknande Drätselkommission som inrättats i Stockholms stad och Gävle stad. Två förslag sändes till Kungl. Maj:t, som i huvudsak godkände magistratens förslag och utfärdade ett reglemente den 21 maj 1819. Under landshövdingens ordförandeskap skulle Drätselkommissionen bestå av tre ledamöter ur borgerskapet, valda vid allmän rådstuga, samt tre ur magistraten, bland vilka politiborgmästaren var självskriven samt blev landshövdingens ersättare. Kommissionen skulle "bevaka och förvalta stadens medel och räntor så till inkomster som utgifter samt att besörja om redogörelsen därför och kontrollera däröver". Stadens första Drätselkammare bildades genom nytt reglemente den 11 december 1863, och tog i allts väsentligt över kommissionens uppgifter. Stadsfullmäktige beslöt den 17 december 1931 att en kommunal centralstyrelse skulle inrättas, med namnet Stadskollegium, och den 1 februari 1932 trädde den ikraft. Drätselkammarens uppgifter begränsades därmed till att främst ha en förvaltande roll, där första avdelningen fick en penningeförvaltande styrelse, medan andra avdelningen skötte fastighetsförvaltningen.
År 1971 upphörde Drätselkammaren - och ersattes med kommunstyrelsen - i samband med införandet av kommunbegreppet. Även begreppet stad avskaffades, kommunalrättsligt.

### Stadskollegium
1932 bildades Göteborgs stadskollegium som hade 10 ledamöter under en ordförande. Det var fram till utgången av 1970 det högsta verkställande organet i staden Göteborg. Och ersattes efter kommunreformen 1971 med Göteborgs kommunstyrelse.

### Stadsfullmäktige
Efter 1862 års kommunalförordning fanns fem olika kommuntyper i riket: städer, köpingar och landskommuner var borgerliga primärkommuner och församlingar kyrkliga primärkommuner. Dessutom infördes sekundärkommunen landsting som en regionkommun. Gemensamt för dem alla var att de erhöll allmän kompetens, beskattningsrätt och medförde en förändrad form av statskontroll genom det kommunala besvärsinstitutet. 
Beslutande organ i staden var enligt 1862 års förordning stadsfullmäktige, där alla röstberättigade invånare hade stämmorätt. Magistraten, som även var stadens domstol, och drätselkammaren var stadens beredande och verkställande organ. Drätselkammaren kom gradvis att bli stadens egentliga styrelse, så att säga kommunens "regering".
Den 22 december 1862 avslutades valförrättningen till stadsfullmäktige, och den 29:e i samma månad justerades protokollet.
Första sammanträdet hölls den 5 januari 1863 i Lilla Börssalen, under ordförande Carl Fredrik Waern som vid det första valet 16 december 1862 fått flest antal röster. Till vice ordförande utsågs Johan Jakob Ekman med 34 röster. Ett utskott tillsattes efter presidievalet, vilka skulle ordna med fullmäktiges sammanträden och övrig verksamhet samt anställa en sekreterare. Ordföranden och vice ordföranden i fullmäktige valdes som ledamöter samt James J:son Dickson, advokaten Aron Philipsson och dispaschören Theodor Berger som även förde det första protokollet i fullmäktige.
En "Arbetsordning för stadsfullmäktige," antogs den 16 april 1863. Den har 31 paragrafer, där den första lyder: 
| ” | Fullmäktige intaga vid allmänna sammanträden sina platser, i den ordning, de uti Magistratens valprotokoll äro antecknade. Vid fullmäktiges afgång från befattningarna, intaga nyvalda ledamöter, i enahanda ordning sinsemellan, sina platser näst efter de äldre ledamöterna. Platserna förses med ordningsnummer i löpande följd. I § 27 framgår att: Förhandlingarne skola vara offentliga; dock kunna fullmäktige för någon särskild fråga besluta, att öfverläggningen skall inom lyckta dörrar hållas. Ordföranden vakar öfver ordningen vid fullmäktiges sammanträden. Han kan, efter varning, låta utvisa åhörare, som sig oskickligt förhåller. Uppstår oordning, som ordföranden icke förmår afstyra, äger han sammanträdet upplösa. Sista paragrafen lyder: Denna arbetsordning, som i tillämpliga delar jemväl inom särskild beredning länder till efterrättelse, skall äga gällande kraft, intilldess densamma varder af fullmäktige upphäfd. Förslag härom, likasom beträffande ändringar och tillägg uti densamma, väckes och behandlas i likhet med hvad rörande andra ämnen är stadgadt. | „ |

Under de första femtio åren av verksamheten, rekryterades fullmäktiges ledamöter i huvudsak från de mer välbeställda klasserna. Merkantila föreningen, som bestod av medlemmar ur den merkantila- och ämbetsmannavärlden, dirigerade dessa val.
År 1893 delades staden upp i tre valkretsar för stadsfullmäktigeval. Fram tills nu hade valen till stadsfullmäktige varit i stort sett "opolitiska" men i slutet av 1800-talet anlades ett allt mer partipolitiskt förhållningssätt. År 1908 var stadsfullmäktigevalens politiska organisation helt genomförd. Vid stadsfullmäktigevalet år 1910 tillämpades för första gången det proportionella valsättet och vallistorna togs numera uteslutande fram av de politiska partiorganisationerna. Samma år valdes de första kvinnliga ledamöterna in i fullmäktige.

### Lokaler
Fullmäktige var vid det första sammanträdet inte nöjd med Lilla börssalen som sammanträdesrum. Till "temporärt bruk" användes därefter - vid ett enda tillfälle - en nyinredd salong i det gamla Theaterhuset vid Södra Hamngatan på förslag av ordföranden. Här höll stadsfullmäktige ett sammanträde för att pröva "om den passade eller ej". Man förklarade därefter "att de, till lokal för sina sammanträden, föredrogo Lilla Börssalen framför salongen i förra Theaterhuset". Där satt man på lösa stolar och krävdes ett bord, fick man ta vad som fanns. Långt senare tillsattes en beredning på fem personer med bland andra Pontus Fürstenberg och stadsarkitekten Victor von Gegerfelt, och 1875 beslutades att "på stadskassans bekostnad" köpa in bord och stolar som "nödig bekvämlighet hos stadsfullmäktige vid dessas sammanträden". Genom elektrisk belysning moderniserades Lilla börssalen 1889, och 1895 fick stadsfullmäktiges kansli en egen lokal i byggnaden.
En tidigare matsal i huset förvandlades 1904-05 - i samband med en genomgripande ombyggnad av börshusets centralparti - till en ny sessionssal åt stadsfullmäktige, med högpanelade väggar av polerad mahogny och väggfält avgränsade av smala pilastrar med förgyllda kapital. De nya lokalerna togs i bruk 1906.

## Stadsfullmäktige
År 1862 bestämde man att stadsfullmäktige skulle ha 50 ledamöter och att hela staden skulle utgöra en valkrets. År 1868 höjdes antalet ledamöter till 57 då Majorna införlivades i Göteborg, år 1893 till 59, år 1895 till 60, år 1967 till 95 och år 1971 till 81 stycken. Från och med 1893 års val indelades Göteborg i tre valkretsar. 
År 1932 tillkom Göteborgs stadskollegium, som valdes av stadsfullmäktige för två år i sänder med elva ledamöter. Den skulle i egenskap av ett allmänt beredningsutskott utgöra en ledande och sammanhållande kommunal överstyrelse och hade att bereda alla ärenden som skulle behandlas av stadsfullmäktige. 
År 1954 fick stadskollegiet till sitt förfogande fyra stadssekreterare från partierna efter den proportionella valmetoden. Dessa var chefer över stadsbyggnadsavdelningen, kulturavdelningen, socialavdelningen respektive industriavdelningen. Stadssekreterarna var valda för fyra år. Titeln ändrades 1970 till kommunalråd.
Förste socialdemokraten i Göteborgs stadsfullmäktige var möbelsnickaren Herman Lindholm som valdes in 1906. År 1910 tillkom de första kvinnliga ledamöterna. De första kommunisterna invaldes 1923. Mellan 1934 och 1938 satt ett par nazister i stadsfullmäktige.  Sveriges socialdemokratiska arbetareparti var stadsfullmäktiges största parti från 1920-talets mitt fram till 1971.

## Ordförande för Göteborgs stadsfullmäktige
Listan är ofullständig
- Carl Fredrik Waern, 1863–8 september 1870
- Janne Ekman, 6 oktober 1870–1887
- Olof Wijk den yngre, 1888–1897
- August Wijkander, 1898–1909
- Axel Carlander, 1910–31 mars 1919
- K.G. Karlsson, 10 april 1919–1922
- Axel Carlander, 1923
- Herman Lindholm, 1924–1926
- Malte Jacobsson, 1927–15 november 1934
- Ernst Jungen, 22 november 1934–1962
- Thure Höglund, 1963–1964
- Olle Jansson, 1965–1966
- Hans Hansson, 1967–1976 (kommunfullmäktige från 1971)

## Kommunfullmäktige
År 1971 ersatte termen kommunfullmäktige och kommunstyrelse benämningarna stadsfullmäktige respektive drätselkammare.  
Kommunfullmäktige i Göteborg har 81 ledamöter och 26 ersättare medan kommunstyrelsen består av 13 ledamöter och 5 ersättare. 
Vissa kommuner har börjat kalla sig städer igen, som exempelvis Stockholms stad, Göteborgs stad, Malmö stad, Solna stad och Västerås stad.